# Astronomía histórica

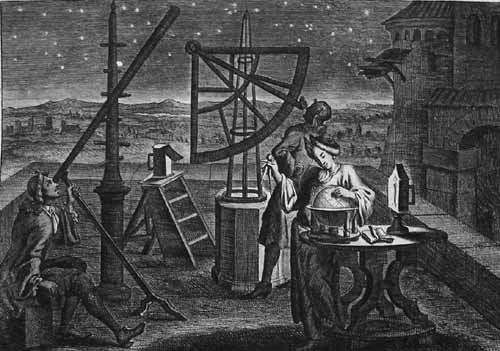
en el arte, Instrumentos científicos

La astronomía histórica es la ciencia de analizar datos astronómicos históricos. La American Astronomical Society (AAS) de Estados Unidos, fundada en 1899, declara que su División de Astronomía Histórica «... existirá con el propósito de promover el interés en temas relacionados con la naturaleza histórica de la astronomía. Por astronomía histórica incluimos la historia de la astronomía, lo que ha llegado a conocerse como arqueoastronomía, y la aplicación de registros históricos a problemas astrofísicos modernos». Las observaciones históricas y antiguas se utilizan para rastrear teóricamente tendencias a largo plazo, como los patrones de eclipses y la velocidad de las nubes nebulares. Por el contrario, utilizando una actividad fenomenológica conocida y bien documentada, los astrónomos históricos aplican modelos informáticos para verificar la validez de las observaciones antiguas, así como para fechar las observaciones y documentos que de otro modo serían desconocidos.

## Ejemplos
- Un ejemplo de tal estudio sería la Nebulosa del Cangrejo, que son los restos de una supernova de julio de 1054, la SN 1054. Durante la dinastía Song del norte de China, se escribió un registro astronómico histórico, que enumera los fenómenos inusuales observados en el cielo nocturno. El evento también fue registrado por astrónomos japoneses y árabes. Los eruditos a menudo asocian esto con la formación de la Nebulosa del Cangrejo.[3]
- En segundo lugar, el astrónomo Edmond Halley empleó esta ciencia para deducir que tres cometas que aparecieron aproximadamente con 76 años de diferencia eran de hecho el mismo objeto.
- De manera similar, se descubrió que el planeta enano Plutón había sido fotografiado ya en 1915, aunque no fue reconocido hasta 1930.
- Los cuásares se han fotografiado desde finales del siglo XIX, aunque no se sabía que fueran objetos inusuales hasta la década de 1960.